# Luis Carrero Blanco
Luis Carrero Blanco (Santoña, 4 de març de 1904 - Madrid, 20 de desembre de 1973) fou un militar de les Forces Armades d'Espanya, on assolí el grau d'almirall. Company i mà dreta del general Franco i acèrrim catòlic, anticomunista, antimaçó, als qui atacava en obres publicades sota el pseudònim de Juan de la Cosa. Tot i que no era falangista fou nomenat president del govern espanyol durant la dictadura franquista i fou assassinat víctima d'un atemptat d'ETA a Madrid mesos després del seu nomenament.

## Orígens militars
Primogènit d'una família amb quatre generacions de militars, els seus dos germans també ingressaren a l'exèrcit. Joveníssim entrà en l'Escola Naval el 1917 i va prendre part en la guerra del Marroc de 1924-1926. En iniciar-se la Guerra Civil, va fugir davant el temor de ser executat per milícies republicanes i es va refugiar en les ambaixades de Mèxic i França, fins que al juny de 1937 va aconseguir evadir-se a la zona sota el control feixista. Situat al comandament d'un destructor i, posteriorment, d'un submarí, va arribar a ser cap d'Operacions de l'Estat Major de la Marina.

## Vicepresidència del govern
En l'any 1940 va redactar un informe recomanant la neutralitat espanyola en la Segona Guerra Mundial. Des de llavors es va convertir en l'home de confiança de Franco. Fou nomenat sots-secretari (1941), ministre de la presidència (1951) i vicepresident (1967), nomenaments que van suposar un increment creixent del seu pes específic en el govern d'Espanya. En la seva labor va procurar limitar la influència dels falangistes, va promoure la modernització econòmica i administrativa de l'Estat, encara que sempre dintre del franquisme, en els successius planes de desarrollo, i va intervenir en la planificació de la successió monàrquica del règim, en la figura de Joan Carles I.

## Presidència del Govern

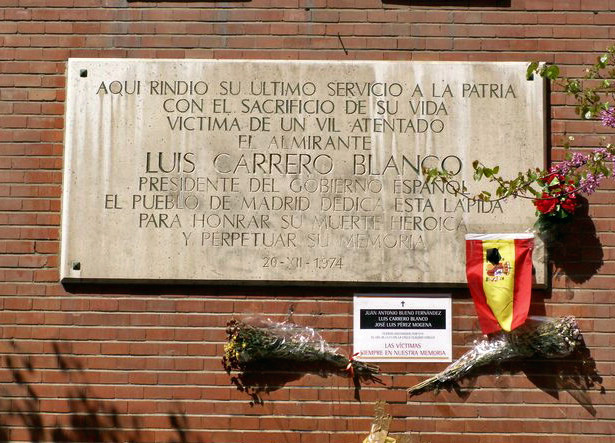
Placa commemorativa al lloc de l'assassinat de Carrero Blanco.

Al juny de 1973 va ser nomenat president del govern, cosa que feia pensar que es convertiria en l'home fort de l'Estat a la mort del dictador, però la seva mort el 20 de desembre de 1973, en un atemptat perpetrat per ETA a Madrid, va avortar aquestes expectatives.

## Assassinat de Carrero Blanco
Els membres d'ETA es van desplaçar fins a Madrid i van llogar un semisoterrani en el número 104 del carrer Claudio Coello. A partir d'allí van fer un túnel fins al centre de la calçada on van posar prop de 100 quilograms de goma-2 que van fer explotar al pas del cotxe de Carrero Blanco, el Dodge negre de l'almirall Carrero Blanco va volar pels aires al carrer Claudio Coello de Madrid. L'espectacular explosió va posar fi a la vida del president del govern del règim franquista, Luis Carrero Blanco i del xofer i el seu escorta. El cotxe amb els seus ocupants a dins, va caure en un pati interior d'un convent de jesuïtes, edifici annex a l'església en la qual Carrero Blanco assistia a missa de forma regular. L'objectiu era intensificar les divisions existents en el si del règim, com indicava el comunicat en el qual ETA assumia l'autoria de l'atemptat.

En la següent declaració un dels militants del comando Txikía responia a la pregunta de per quina raó s'havia assassinat a Carrero: 
| « | L'execució en si tenia un abast i uns objectius claríssims. A partir de 1951 Carrero va ocupar pràcticament la prefectura del Govern en el règim. Carrero simbolitzava millor que ningú la figura del "franquisme pur". Home sense escrúpols va muntar a consciència el seu propi Estat dintre de l'Estat: va crear una xarxa d'informadors dintre dels Ministeris, de l'Exèrcit, de la Falange. La seva policia va assolir ficar-se en tot l'aparell franquista. Així va acabar convertint-se en l'element clau del sistema i en una peça fonamental del joc polític de l'oligarquia. D'altra banda, va arribar a ser insubstituïble per la seva experiència i capacitat de maniobra i perquè ningú aconseguia com ell mantenir l'equilibri intern del franquisme […]. | » |

L'execució de Carrero Blanco fou celebrada per sectors importants de la població de l'estat espanyol i de l'oposició al règim franquista. Tant és així que al país basc es feren cançons i danses recordant els fets. Posteriorment, el record de l'execució de Carrero Blanco per ETA ha estat un tema recurrent que ha generat polèmiques entre les forces polítiques que no condemnen amb claredat la dictadura franquista i les forces d'esquerra i democràtiques.
Diversos ciutadans han estat condemnats per fer acudits o bromes sobre la mort de l'Almirall, tanmateix aquests es repeteixen cada any en l'aniversari dels fets per les xarxes socials.

## Teories conspiratives
L'acció d'Euskadi Ta Askatasuna contra l'alt càrrec feixista va despertar diverses polèmiques i intents de buscar explicacions en teories conspiratives des de diferents elements, tant del propi estat com de grups polítics adversaris.
La complexitat de l'atemptat ha fet sospitar que tal vegada altres entitats, com ara la CIA van estar-hi implicades. Un exmembre dels grups implicats en el terrorisme d'estat espanyol considera que "És intrigant" constatar que Argala, l'únic membre d'ETA que va veure la cara a l'"home de la gavardina blanca" que va lliurar els horaris i rutes de Carrero Blanco en l'Hotel Mindanao de Madrid fou assassinat pel Batallón Vasco Español el 1978.
També és curiós segons algú que el dia abans de ser assassinat, Carrero Blanco rebés la visita del secretari d'Estat nord-americà Henry Kissinger. Es diu que un dels temes de conversa va ser la possibilitat que Espanya tingués la bomba atòmica.
Un any després ETA va fer circular un llibre, anomenat Operación Ogro de l'escriptora comunista Eva Forest, en el qual explicava la preparació i execució de l'atemptat. No obstant això, encara que parts del llibre reflectissin veraçment els fets, unes altres semblen escrites per a confondre les investigacions policials de l'època, per la qual cosa no es considera  una font absolutament fidedigna.
En l'any 1979 es va filmar una pel·lícula (Operación Ogro) basada en aquest llibre i amb el mateix títol, dirigida per Gillo Pontecorvo.